# 岡本治子
岡本 治子（おかもと　はるこ、1974年8月19日 - ）は、兵庫県神戸市垂水区出身の日本女子陸上競技（長距離走・マラソン）元選手、現指導者。

## 経歴
- 1990年3月、神戸市立垂水中学校卒業。中学時代は陸上競技部に所属し、当時陸上部監督の栗林秀行（現・神戸市立平野中学校教員）より指導を受ける[1]。
- 1993年3月、須磨女子高等学校（現・須磨学園高等学校）卒業。同高校・陸上競技部の同級生に松尾和美（岡本と同じく垂水中出身）、後輩には加納由理、小林祐梨子、野上恵子らがいる。
- 1993年4月、ノーリツ入社、女子陸上競技部に所属。同チームメートに、世界陸上選手権3大会代表選手の小﨑まりなどがいる。
- 2001年6月、日本陸上選手権女子5000mと女子10000mで2種目を制覇。世界陸上エドモントン大会代表に長距離走で初選出された。
- 2001年8月、世界陸上エドモントン大会女子10000mに出場するが、惜しくも入賞に届かず、9位だった（デラルツ・ツルが優勝、野口みずき13位、小﨑まり19位）。女子5000m予選にも出走したが決勝進出はならなかった。
- 2002年1月、大阪国際女子マラソンでは、自己ベスト記録の2時間27分01秒で3位に入賞（優勝はローナ・キプラガト、2位弘山晴美）。
- 2009年2月、所属先のノーリツ退社・女子陸上競技部を退部。同年4月より、谷川真理らが所属するアミノバイタルAC・ハイテクタウンスタッフとして活動していた。
- 2015年4月、故郷の兵庫県神戸市に戻り、現在は神戸市立中央体育館の職員・コーチに就任し、ランニング指導者を担当中[2]。

## 主な記録（マラソン）
| 1998年1月25日 | 大阪国際女子マラソン   | 2時間37分00秒 18位（初マラソン）    |
| 1999年1月31日 | 大阪国際女子マラソン   | 2時間35分53秒 15位                  |
| 1999年5月2日  | トリノマラソン         | 2時間35分02秒 4位                   |
| 2002年1月27日 | 大阪国際女子マラソン   | 2時間27分01秒 3位（自己ベスト記録） |
| 2003年3月9日  | 名古屋国際女子マラソン | 途中棄権                            |
| 2007年3月11日 | 名古屋国際女子マラソン | 2時間30分09秒 6位                   |
| 2008年1月27日 | 大阪国際女子マラソン   | 2時間32分09秒 15位                  |
| 2009年3月8日  | 名古屋国際女子マラソン | 2時間39分51秒 20位                  |